# Condado de Marinette
El condado de Marinette (en inglés: Marinette County), fundado en 1879, es uno de 72 condados del estado estadounidense de Wisconsin. En el año 2000, el condado tenía una población de 43,384 habitantes y una densidad poblacional de 12 personas por km². La sede del condado es Marinette.

## Geografía
Según la Oficina del Censo, el condado tiene un área total de 4,015 km², de la cual 3,631 km² es tierra y 384 km² (9.57%) es agua.

### Condados adyacentes
- Condado de Dickinson, Míchigan (norte)
- Condado de Menominee, Míchigan (noreste)
- Condado de Oconto (suroeste)
- Condado de Forest (oeste)
- Condado de Florence (noroeste)

## Demografía
En el censo de 2000, había 15,832 personas, 17,585 hogares y 11,834 familias residiendo en el condado. La densidad poblacional era de 12 personas por km². En el 2000 había 26,260 unidades habitacionales en una densidad de 7 por km². La demografía del condado era de 98.08% blancos, 0.23% afroamericanos, 0.50% amerindios, 0.27% asiáticos, 0.02% isleños del Pacífico, 0.21% de otras razas y 0.69% de dos o más razas. 0.75% de la población era de origen hispano o latino de cualquier raza.

## Localidades

### Pueblos
- Amberg
- Athelstane
- Beaver
- Beecher
- Coleman
- Crivitz
- Dunbar
- Goodman
- Grover
- Lake
- Marinette
- Middle Inlet
- Niagara (pueblo)
- Niagara
- Pembine
- Peshtigo (pueblo)
- Peshtigo
- Porterfield
- Pound (pueblo)
- Pound
- Silver Cliff
- Stephenson
- Wagner
- Wausaukee (pueblo)
- Wausaukee

### Áreas no incorporadas
- Amberg
- Beecher
- Middle Inlet
- Pembine
- Walsh